# Касумигасэки (станция, Токио)
Станция Касумигасэки (яп. 霞ケ関駅 касумигасэки эки) — станция метро на линиях Маруноути, Хибия и Тиёда, расположенная в специальном районе Тиёда, Токио. Станция обозначена номером C-08 на линии Тиёда, H-07 на линии Хибия и M-15 на линии Маруноути. На станции установлены автоматические платформенные ворота.

## История

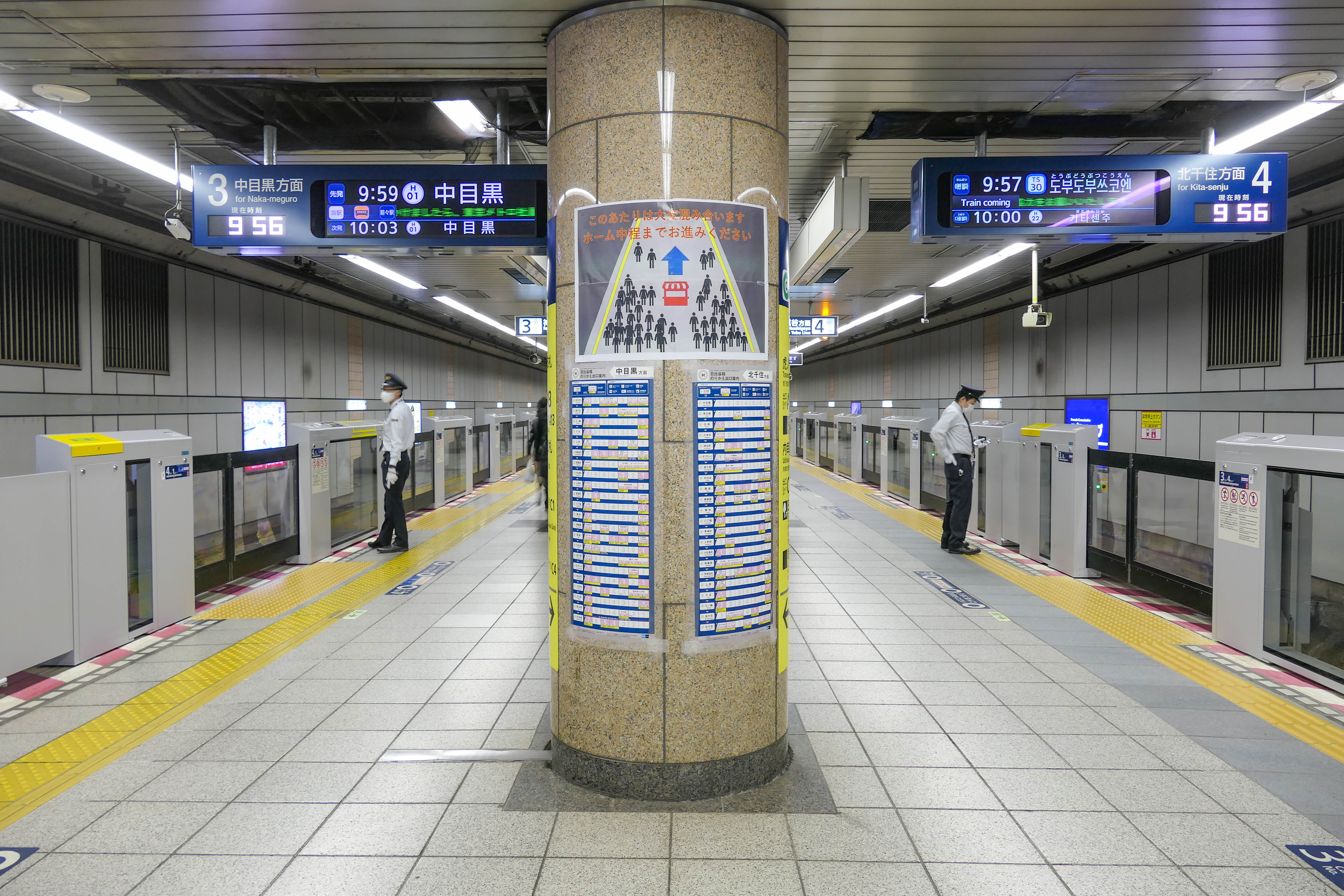
Платформа линии Хибия

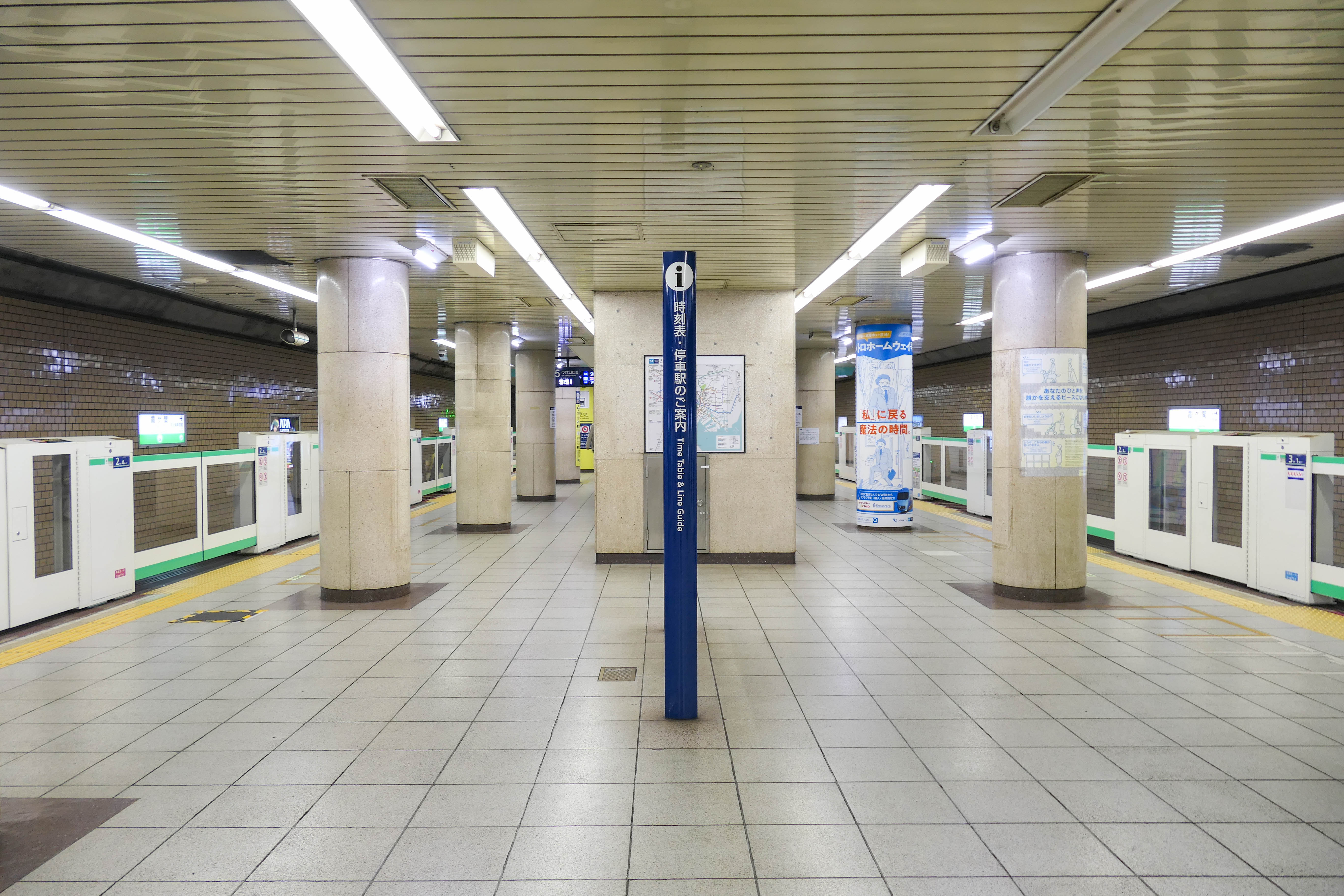
Платформа линии Тиёда

- 15 октября 1958:　открывается станция линии Маруноути.
- 25 марта 1964:　открывается станция линии Хибия.
- 20 марта 1971:　открывается станция линии Тиёда.
- 15 марта 1995: Участниками секты Аум Синрикё на станции был распылён Ботулотоксин. Происшествие обошлось без пострадавших.[2]
- 20 марта 1995:　Зариновая атака в токийском метро.

## Планировка станции
- Линия Маруноути: одна платформа островного типа, одна платформа бокового типа и два пути. Одна сторона островной платформы огорожена перегородкой и не используется.
- Линия Хибия: одна платформа островного типа и два пути.
- Линия Тиёда: одна платформа островного типа и два пути.

| 1 | ○ Линия Маруноути | Синдзюку, Огикубо, Хонантё                                 |
| 2 | ○ Линия Маруноути | Гиндза, Отэмати, Икэбукуро                                 |
| 3 | ○ Линия Хибия     | Эбису, Нака-Мэгуро, (Линия Тоёко) Кикуна                   |
| 4 | ○ Линия Хибия     | Гиндза, Уэно, Кита-Сэндзю, (Линия Исэсаки) Тобу-Добуцукоэн |
| 5 | ○ Линия Тиёда     | Омотэсандо, Ёёги-Уэхара, Каракида (Линия Тама)             |
| 6 | ○ Линия Тиёда     | Отэмати, Кита-Сэндзю, Аясэ, Абико (JR East Линия Дзёбан)   |

## Близлежащие станции
| «                        |                          | Линия                  |                        | »                      |
| Линия Маруноути (M-15)   | Линия Маруноути (M-15)   | Линия Маруноути (M-15) | Линия Маруноути (M-15) | Линия Маруноути (M-15) |
| ------------------------ | ------------------------ | ---------------------- | ---------------------- | ---------------------- |
| Коккай-Гидзидомаэ (M-14) | Коккай-Гидзидомаэ (M-14) | -                      | Гиндза (M-16)          | Гиндза (M-16)          |
| Линия Хибия (H-07)       |                          |                        |                        |                        |
| Тораномон Хилз (H-06)    | Тораномон Хилз (H-06)    | -                      | Хибия (H-08)           | Хибия (H-08)           |
| Линия Тиёда (C-08)       |                          |                        |                        |                        |
| Коккай-Гидзидомаэ (C-07) | Коккай-Гидзидомаэ (C-07) | -                      | Хибия (C-09)           | Хибия (C-09)           |